# Un dramma nell'Oceano Pacifico
Un dramma nell'Oceano Pacifico, in alcune ristampe intitolato Un dramma sull'Oceano Pacifico, è un romanzo di Emilio Salgari pubblicato da Bemporad nel 1895 con ventotto illustrazioni di Giuseppe Garibaldi Bruno e l'appendice Spiegazione dei Termini Marinareschi. L'editore lo aveva acquistato per 350 lire nel giugno dell'anno precedente.

## Trama
Nel 1836 il mercantile americano Nuova Georgia, in rotta verso l'Australia, raccoglie il naufrago Bill Habbart, che afferma che la sua nave è naufragata presso le Figii, dove ha lasciato sette compagni alle prese con la fame e gli antropofagi. Mentre il capitano James Hill e sua figlia Anna si lasciano convincere ad andare in soccorso degli altri naufraghi, il luogotenente Collin si fa sfuggire il sospetto che si tratti di forzati evasi dalle isole Norfolk, pertanto Bill approfitta di una tempesta per strangolarlo e gettarlo in mare. La tempesta fa arenare la nave proprio a Figi-Levù e il capitano organizza una spedizione per salvare i compagni di Bill catturati dai selvaggi. Quando gli indigeni contrattaccano, conquistando il ponte della Nuova Georgia, Bill li mette in fuga liberando la più grossa delle tigri trasportate come carico nella stiva, quindi la rinchiude di nuovo grazie alla strana fascinazione che le fiere nutrono per lui. 
Durante la navigazione verso l'Australia, il capitano si convince infine di avere a che fare con degli evasi, ma quando mette Bill alle strette i suoi compagni appiccano il fuoco alla cambusa e approfittano della confusione per liberare le tigri ed appropriarsi delle scialuppe. Bill si impadronisce dei valori del capitano, ma non riesce a rapire Anna, che gli spara ferendolo al fianco. Quindi i forzati fuggono, abbandonando l'equipaggio sulla nave condannata. Il relitto si arena sull'isola di Tanna, dove i superstiti sono accolti amichevolmente dagli indigeni e scoprono che il tenente Collin è sopravvissuto alle macchinazioni di Bill ed è stato nominato re. Saputo che anche i forzati sono naufragati sull'isola, ingaggiano un combattimento che risulta fatale a tutti i galeotti, eccettuato Bill che viene catturato e riconsegnato alle autorità inglesi. 
Infine il capitano Hill acquista una nuova nave, che battezza come la vecchia, e riprende il mare con Anna e Collin, ormai marito e moglie.

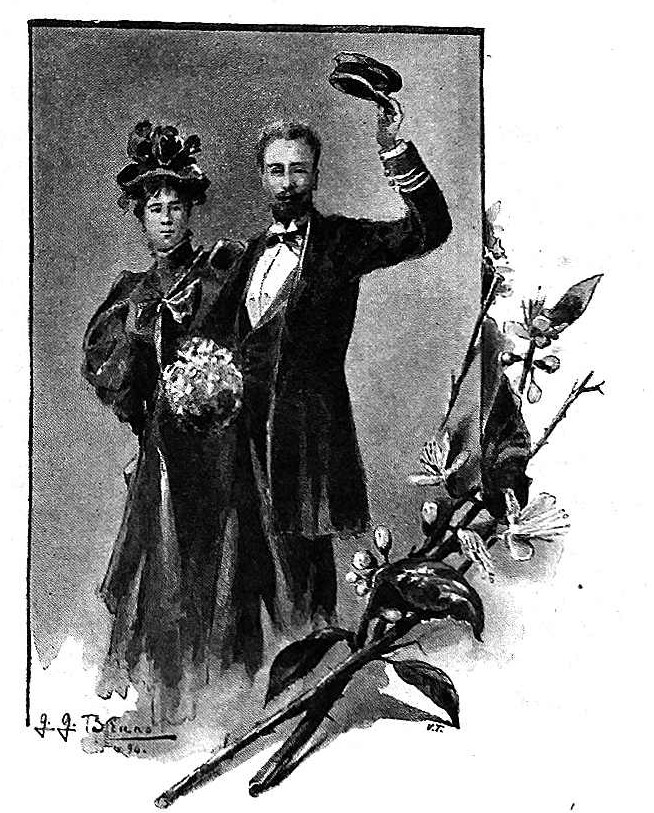
«Il capitano Hill, acquistata una nuova e più grande nave alla quale diede il nome di Nuova Georgia per ricordo dell’altra...»